# Joe Trohman
Joseph Mark Trohman (Chicago, Illinois, 1 de Setembro de 1984) é um músico dos Estados Unidos da América e conhecido por ser o guitarrista principal da banda de pop-punk, Fall Out Boy e guitarrista da banda de Heavy Metal The Damned Things.

## Carreira
Trohman Conversou com Peter Wentz sobre um projeto de começar uma banda de pop-punk; Peter Wentz concordou com a ideia. Trohman depois conheceu Patrick Stump numa livraria, Patrick foi recrutado como baterista, mas acabou como vocalista. Mais tarde eles recrutaram o baterista Andy Hurley, que já era amigo do Pete para completar a banda.

### The Damned Things
Após o hiato do Fall Out Boy, Joe e seu parceiro de banda Andy Hurley, entraram para um supergrupo de Heavy Metal, os The Damned Things, que é formado também por Scott Ian e Rob Caggiano do Anthrax e Keith Buckley e Josh Newton e Every Time I Die.

## Equipamento
- Guitarra Washburn Pilsen com captadores Seymour Duncan SH-6 duncan distrotion na ponte (bridge)
- Dean Markley Blue Steel heavy bottom, skinny top strings
- Bogner Uberschall Heads
- 2 Mesa 4x12 Cabinets loaded with Celestian vintage 30s